# Orthonevra intermedia
Orthonevra intermedia là một loài ruồi trong họ Ruồi giả ong (Syrphidae). Loài này được Lundbeck mô tả khoa học đầu tiên năm 1916. Orthonevra intermedia phân bố ở vùng Cổ Bắc giới (Đan Mạch)